# Белуџистан
Белуџистан (Балуџистан, Белучистан, Балучистан) је етно-географски регион у југозападној Азији, претежно настањен Белуџима, народом иранског порекла. Регион је административно подељен између Ирана, Пакистана и Авганистана. У Пакистану, регион је административно организован као покрајина Белуџистан, а у Ирану као покрајина Систан и Белуџистан.